# Paul van Dyk
Paul van Dyk, pseudonimo di Matthias Paul (Eisenhüttenstadt, 16 dicembre 1971), è un disc jockey e produttore discografico tedesco.
Nel 1998 divenne noto per il suo singolo For an Angel, che scalò le classifiche in vari paesi europei, tra cui Regno Unito e Germania. Nel 2005 e nel 2006 si è piazzato al primo posto nella prestigiosa classifica Top100Djs della rivista Dj Magazine, unico artista tedesco a centrare il traguardo.

## Biografia
Nato nell'est della Germania, Paul è cresciuto nella Berlino comunista. 
Non potendo avere la possibilità di svago in club e discoteche nell'ovest di Berlino, Paul si divertiva a registrare le canzoni mandate in onda dalle stazioni radio della parte capitalista di Berlino. Oltre a registrarle, amava metterle nelle feste che organizzava con gli amici.
Dopo il 1989, l'anno della caduta del muro di Berlino, la "Club Culture" invase l'intera città. Nei Club padroneggiava la Techno di Detroit. A Paul piaceva molto, ma spesso non lo soddisfaceva totalmente, mancava sempre qualcosa in quel suono. Iniziò così la sua ricerca di un suono che gli piacesse e che lo soddisfacesse appieno. Una ricerca che non lo ha mai lasciato.
Nel 1991 al "Tresor" (Club di Berlino), venne suonato per la prima volta un suo remix. Più o meno nello stesso periodo iniziò la sua propria produzione che diede frutto alla sua prima canzone: "Perfect Day".
Due anni dopo, nel 1993, balzò in testa alle classifiche con un remix di "Love Stimulation" (originale degli Humate). L'anno seguente fu registrato il suo primo album 45 RPM.
Negli anni seguenti Paul si fece conoscere sempre di più con remix, produzioni e il suo secondo album Seven Ways. Nel 1998 il suo primo album, venne pubblicato nel Regno Unito e il nuovo singolo For an Angel iniziò la scalata alle classifiche di tutto il mondo. Rimase in testa per 4 settimane in Germania, per 2 in Inghilterra e ottenne moltissimi consensi anche in America, Australia, Paesi Bassi, Belgio e nei paesi scandinavi.
Nel 1999 avvenne l'inevitabile divorzio con la sua etichetta (la MFS) e iniziò una nuova avventura con il proprio team, creando la "Vandit Records".
Oggi, il Tour di PVD è molto ricco, si va da esibizioni a Londra, sino a Singapore, passando da Tel Aviv, Messico e New York. Oltre a esibizioni in discoteche o locali, è molto conosciuto per le sue performance in eventi rave come la Loveparade di Berlino o l'annuale e sempre più popolare Street Parade di Zurigo.
È stato eletto miglior dj del 2005 e del 2006 (davanti a star del calibro di Tiësto e Armin van Buuren) nella classifica mondiale pubblicata dalla celebre rivista specializzata "DJ Mag". 
È inoltre l'artista che per maggior tempo ha mantenuto il proprio nome nella top ten di DJ Mag: dal lontano 1998 sino al 2010.
Nella classifica del 2011 occupa l'undicesima posizione.
Dal 2006 va in onda il suo show radiofonico in numerosi paesi del mondo, anche in Italia: "Vonyc Sessions Radio Show", che ha superato le 270 puntate.
Al 2007 ha venduto più di 3,5 milioni di album.
Nel 2010 la sua etichetta discografica, la "Vandit Records" si unisce alla "Armada Music".
Il primo aprile 2012 è uscito il suo sesto album: "Evolution".

## Vita privata
Paul è sposato con Natascha Seidel, la quale è anche apparsa in alcuni dei suoi singoli (cantando in "Together We Will Conquer").
I due si sono sposati a Cancún, Messico.

## Top 100 DJ Mag
- 1997: #42
- 1998: #06
- 1999: #05
- 2000: #04
- 2001: #04
- 2002: #04
- 2003: #02
- 2004: #02
- 2005: #01
- 2006: #01
- 2007: #04
- 2008: #03
- 2009: #05
- 2010: #06
- 2011: #11
- 2012: #16
- 2013: #32
- 2014: #38
- 2015: #41
- 2016: #60
- 2017: #51
- 2018: #55
- 2019: #87
- 2020: #50
- 2021: #41
- 2022: #38

## Discografia

### Album studio
- 1994 - 45 RPM
- 1996 - Seven Ways
- 2000 - Out There and Back
- 2003 - Reflections
- 2007 - In Between
- 2012 - Evolution
- 2015 - The Politics Of Dancing 3
- 2017 - From Then On
- 2018 - Music Rescues Me
- 2020 - Escape Reality

### Album-Remix
- 1997 - Perspective'
- 2004 - The remixes 94 - 04
- 2004 - Re-Reflections
- 2008 - Hands on in Between

### Singoli
- 1993 - Perfect Day/The Visions of Shiva (Paul Van Dyk & Cosmic Baby)
- 1994 - Pump This Party
- 1994 - A Magical Moment
- 1996 - Beautiful Place
- 1997 - Forbidden Fruit
- 1997 - Words
- 1998 - For an Angel
- 1999 - Another Way
- 2000 - Together We Will Conquer
- 2000 - Tell Me Why (The Riddle) (feat. Saint Etienne)
- 2000 - We Are Alive (feat.Jennifer Brown)
- 2002 - Animacion
- 2003 - Nothing But You (feat. Hemstock & Jennings)
- 2003 - Time of Our Lives (feat. Vega 4)
- 2004 - Crush (feat. Second Sun)
- 2004 - Wir Sind Wir (feat. Peter Heppner)
- 2005 - The Other Side (feat. Wayne Jackson)
- 2007 - White Lies (feat. Jessica Sutta)
- 2007 - Let Go (feat. Rea Garvey)
- 2008 - New York City (feat. Ashley Tomberlin)
- 2009 - For an Angel 2009
- 2009 - Home (feat. Johnny McDaid)
- 2009 - We Are One (feat. Johnny McDaid) (Official anthem "20 Years Anniversary Fall Of The Berlin Wall")
- 2010 - Remember Love - DJs United (Paul Van Dyk, Armin Van Buuren & Paul Oakenfold)
- 2012 - Eternity (feat. Adam Young)
- 2012 - Ocean (Paul Van Dyk & Arty)
- 2014 - Guardian (with Aly & Fila ft. Sue McLaren)

### Remix
- 2001 - Rammstein - Ich will (Paul van Dyk Mix)
- 2006 - Depeche Mode - Martyr (Paul van Dyk Remix)
- 2006 - Justin Timberlake - What Goes Around... Comes Around (Paul Van Dyk Club Mix)
- 2007 - Britney Spears - Gimme More (Paul Van Dyk Club Mix)
- 2008 - Lisa Miskovsky - Still Alive (Paul van Dyk Mix)
- 2008 - Peter Heppner - Alleinesein (Paul van Dyk Remix)
- 2008 - Jon O'Bir - Ways and Means (Paul van Dyk Remix)
- 2008 - The Wombats - Moving to N.Y (Paul Van Dyk Club Mix)
- 2009 - Alex M.O.R.P.H. feat. Ana Criado - Sunset Boulevard (Paul van Dyk Remix)
- 2009 - Madonna - Revolver (Paul van Dyk Remix)
- 2011 - Daniel Nitt - The Falling (Paul van Dyk Remix)
- 2011 - Moby - Lie Down in Darkness (Paul Van Dyk Remix)
- 2011 - Rea Garvey - Can't Stand the Silence (Paul Van Dyk Remix)
- 2011 - Hurts - Sunday (Paul Van Dyk Remix)
- 2011 - Sue McLaren & Paul Van Dyk - We Come Together
- 2012 - Linkin Park - Burn It Down (Paul van Dyk Remix)

### Raccolte
- 1998 - Vorsprung Dyk Technik
- 2001 - The Politics of Dancing
- 2004 - Vandit: "The Sessions 03" Compiled by Paul Van Dyk'
- 2005 - The Politics of Dancing 2
- 2005 - Paul Van Dyk: MixMag Compilation
- 2006 - GMF Berlin Double Mix CD: Paul Van Dyk (CD2)
- 2008 - Cream Ibiza Mixed by Paul Van Dyk
- 2009 - Volume: The Best of Paul Van Dyk
- 2009 - Vonyc Session 2009
- 2010 - Gatecrasher Anthems: Paul Van Dyk
- 2011 - Vonyc Session 2010
- 2011 - Paul Van Dyk Presents: 10 Years VANDIT
- 2011 - NRJ Mastermix (CD2) Mixed By Paul Van Dyk
- 2011 - Vonyc Session 2011
- 2015 - The Politics of Dancing 3

### Colonne sonore
- 2003 - Zurdo
- 2008 - Il cavaliere oscuro

### Videogiochi
- 1999: Wipeout 3: "Avenue"
- 2004: FIFA Football 2004: "Nothing But You"
- 2004: Need for Speed: Underground 2: "Nothing But You" (Cirrus Remix)
- 2008: Mirror's Edge: Soundtrack
- 2009: Grand Slam Tennis: Soundtrack
- 2011: Test Drive Unlimited 2: "For An Angel" (E-Werk Club Mix)